# Mester és tanítványai
A Mester és tanítványai egy rövid életű magyar pop-rock együttes volt.

## Története
1993-ban alakultak meg. Mester Tamás alapította, aki a kilencvenes évekbeli európai turnéja után visszatért Magyarországra. Két nagylemezt jelentettek meg, A hívők földjént (amelynek címadó dalát az Irigy Hónaljmirigy is parodizálta) illetve a Napszületés-t. 2008-ban egy válogatáslemez is megjelent a zenekar dalaikból. Első nagylemezükért Arany Zsiráf (Fonogram) díjra is jelölték őket. Mind a két stúdióalbumuk aranylemez minősítést ért el, és a kilencvenes években népszerű zenekarnak számítottak, főleg az idősebb korosztály körében. 1995-ben feloszlottak. Rövid pályafutásuk ellenére kultikus státusszal rendelkeznek, a mai napig is.

## Tagok
- Mester Tamás – ének
- Honyecz Ferenc – basszusgitár
- Mozsik Imre – dobok

## Diszkográfia
- A hívők földjén (1993)
- II. (1994)
- Best of (posztumusz kiadás, 2008)[4]